# Ыгыатта (село)
Ыгыа́тта (якут. Ыгыатта) — село в Сунтарском улусе Республики Саха (Якутия) России. Входит в состав Тюбяй-Жарханского наслега.

## География
Село находится в юго-западной части Якутии, на левом берегу реки Вилюй, к северу от места впадения в неё реки Ыгыатта, на расстоянии примерно 89 км (по прямой) к северо-северо-западу (NNW) от села Сунтар, административного центра улуса. Абсолютная высота — 108 м над уровнем моря.
Климат
Климат характеризуется как резко континентальный. Средняя температура воздуха самого тёплого месяца (июля) составляет 17-18 °C; самого холодного (января) — −34 − −50 °C. Среднегодовое количество атмосферных осадков составляет 250—300 мм.
Часовой пояс
Село Ыгыатта находится в часовой зоне МСК+6. Смещение применяемого времени относительно UTC составляет +9:00.

## Население
| 2002 | 2010 | 2021 |
| ---- | ---- | ---- |
| 74   | ↘34  | ↘25  |

Половой состав
По данным Всероссийской переписи населения 2010 года, в гендерной структуре населения мужчины составляли 52,9 %, женщины — соответственно 47,1 %.
Национальный состав
Согласно результатам переписи 2002 года, в национальной структуре населения якуты составляли 100 % из 74 чел.

## Улицы
Уличная сеть села состоит из одной улицы (И. Зверева).